# Clossiana albomaculata
Clossiana albomaculata är en fjärilsart som beskrevs av Bedrnik 1936. Clossiana albomaculata ingår i släktet Clossiana och familjen praktfjärilar. Inga underarter finns listade i Catalogue of Life.